# Reptowo (Poméranie-Occidentale)
Pour les articles homonymes, voir Reptowo.
Reptowo est une localité polonaise de la gmina rurale de Kobylanka située dans le powiat de Stargard en voïvodie de Poméranie-Occidentale. Elle se trouve à environ 11 km à l'ouest de Stargard et 21 km à l'est de la capitale régionale Szczecin.

## Géographie

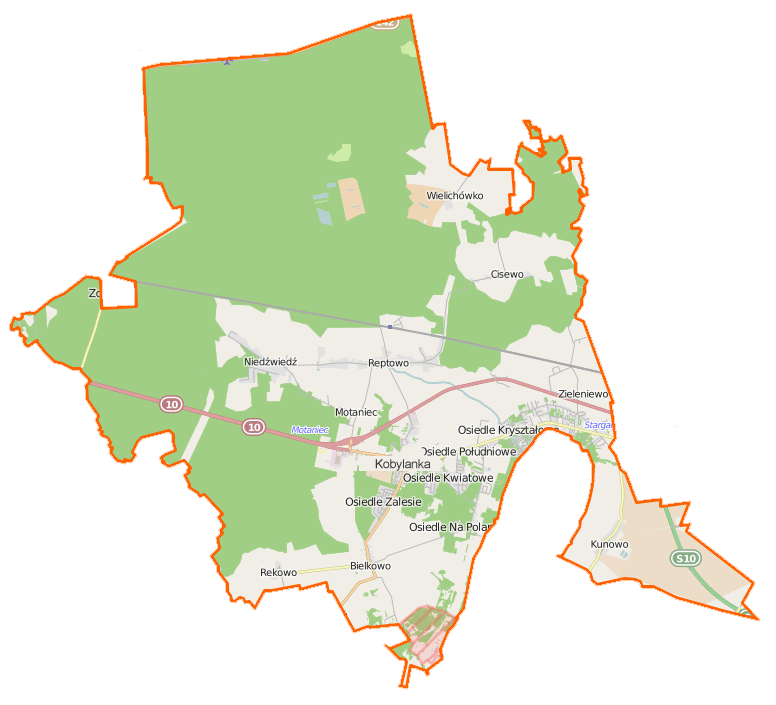
Carte de la gmina de Kobylanka.

## Histoire
Jusqu'en 1945, Karolinenhorst fait partie de l'arrondissement de Greifenhagen dans le district de Stettin de la province prussienne de Poméranie.